# Rewolucja libijska w 1969
Rewolucja libijska w 1969 – wojskowy zamach stanu, który doprowadził do obalenia Królestwa Libii i króla Idrisa I.

## Geneza
Niepodzielną władze w Libii sprawował od 1951 roku (a więc daty ogłoszenia niepodległości) król Idris I. Władca zaprowadził monarchię absolutną, zakazał istnienia partii politycznych a jego rządy oparte były na izolacjonizmie. Odkrycie dużych zasobów ropy naftowej w 1959 roku doprowadziło do szybkiego bogacenia się Libii będącej dotychczas jednym z najbiedniejszych państw świata. Z szybkiego wzrostu przychodów korzystał głównie rządzący monarcha co budziło niezadowolenie urzędników państwowych i zwykłych obywateli coraz bardziej skłaniających się do naseryzmu i innych form nacjonalizmów arabskich. W zamyśle nacjonalistycznej ideologii rząd królewski postrzegany był przez wielu mieszkańców jako proizraelski. Takie postrzeganie monarchii doprowadziło do nastrojów antykrólewskich i antyzachodnich protestów które nasiliły się po porażce sąsiedniego Egiptu w wojnie sześciodniowej (pracownicy naftowi rozpoczęli strajk solidarnościowy z Egiptem a w Bengazi i Trypolisie wybuchły zamieszki). W ostatnich latach dekady lat 60. rząd króla był coraz bardziej niepopularny. Scentralizowany system Libii pogłębiał tradycyjne podziały regionalne i plemienne. Kraj nadto trawiło powszechne zjawisko korupcji.
Przeciwko rządom króla spiskować zaczęła grupa wojskowych zrzeszonych w organizacji Ruch Wolnych Oficerów. Na czele spisku stał Mu’ammar al-Kaddafi. Ruch za cel postawił sobie odsunięcie rządzących drogą puczu.

## Przebieg
4 sierpnia 1969 Idris abdykował na rzecz swojego bratanka Hasana as-Sanusiego, który miał przejąć rządy w kraju 2 września 1969. Wolny Ruch Oficerski wykorzystał okres przejściowy i zdecydował o przeprowadzeniu operacji (wojskowi nadali jej kryptonim „Jeruzalem”) zamachu stanu 1 września kiedy ustępujący monarcha miał przebywać za granicą. O działalności wywrotowców wiedziała amerykańska agencja CIA jednak jej funkcjonariusze zbagatelizowali doniesienia o możliwym przewrocie.
Przewrót rozpoczął się w Bengazi i trwał około dwóch godzin. Oddziały wojskowe na terenie całego kraju poparły rewolucjonistów. Wojskowi w ciągu dnia zajęli lotniska, magazyny policyjne, stacje radiowe i biura rządowe w dwóch największych miastach oraz aresztowali księcia Hasana as-Sanusiego. Książę pod przymusem zrezygnował z roszczeń do tronu. Zamach stanu został pierwotnie ogłoszony „białą rewolucją” (ze względu na bezkrwawy przebieg) a później przemianowany na „rewolucję 1 września” (ze względu na dzień w którym pucz miał miejsce).
Wolny Ruch Oficerski wyłonił dwunastoosobowy dyrektoriat, który nazwano Radą Dowódczą Rewolucji. Przewodniczącym Rady, a więc de facto głową państwa został al-Kaddafi, któremu przyznano stopień pułkownika i tytuł dowódcy naczelnego sił zbrojnych. Owo ciało ogłosiło Libię republiką i jeszcze 1 września wyznaczyło pierwszy rząd republikański.